# Henri-Georges Jeanne
Pour les articles homonymes, voir Jeanne, Magog (homonymie) et Tardoire (homonymie).
Henri-Georges Jeanne, plus connu sous le pseudonyme H. J. Magog, né le 29 mai 1877 à Laon, mort en janvier 1947, est un auteur de romans populaires et policiers.
Il a aussi utilisé les pseudonymes Henri Jeanne, Jean de La Tardoire, Jean Noal, Jacques de Brevalles, Yves Chorsin, Jean de Laon et Paddy Wellgone. Il est membre du jury du Prix du Roman populaire de 1936 à 1939. 

## Œuvre

### Romans signés H. J. Magog

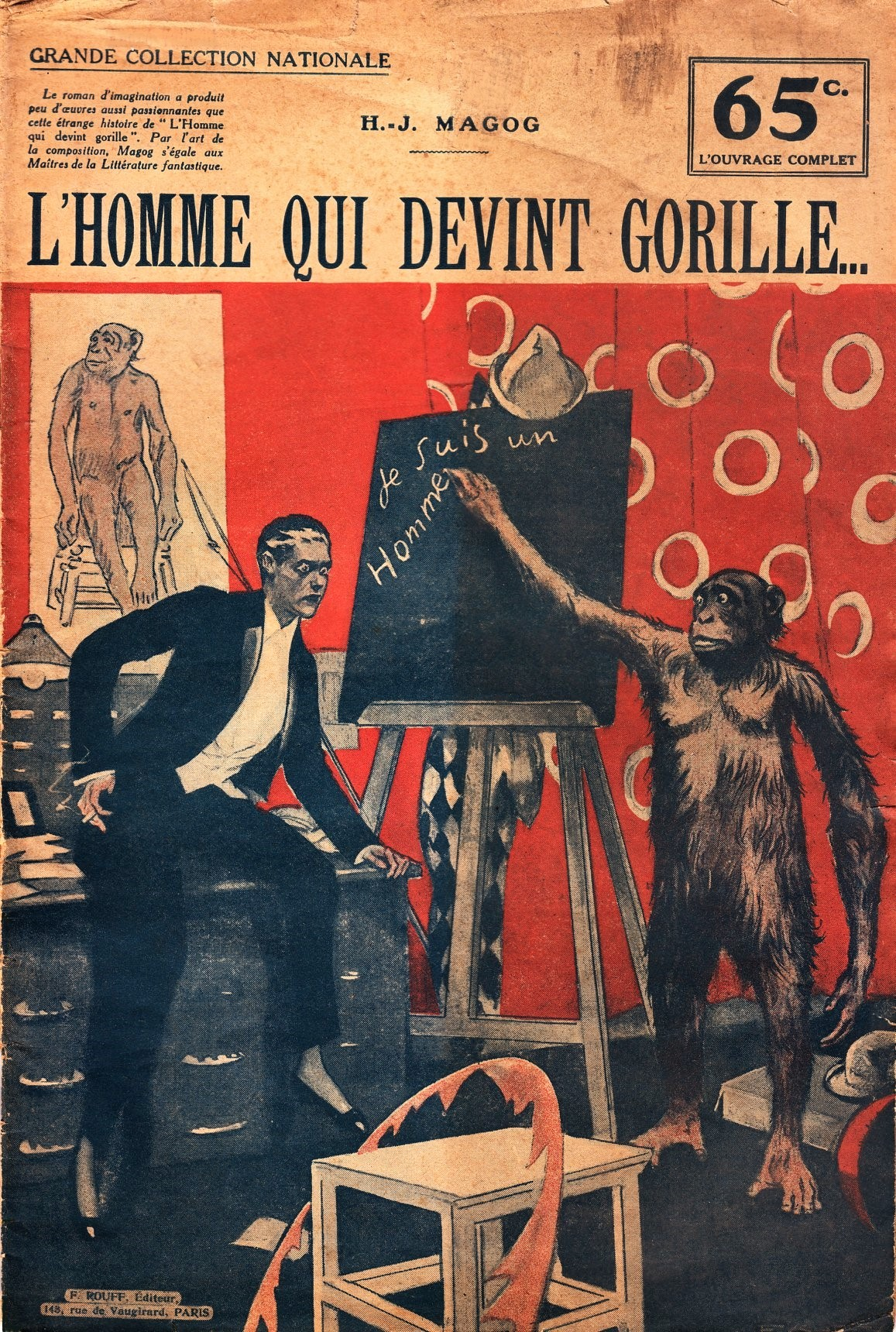
Couverture anonyme de L'Homme qui devint gorille, « Grande Collection nationale », no 196, Paris, F. Rouff.

- L'Homme qui devint gorille, (paru sous forme de roman-feuilleton sous le titre Le Roman d'un singe dans Le Journal du 15 juillet 1911 au 28 août 1911) ; réédité sous les titres La Fiancée du monstre et Le Gorille détective en 1917, collection « Le Livre de poche » no 46 et no 47
- L'Énigme de la malle rouge, 1912 (paru sous forme de roman-feuilleton dans Le Journal du 12 mars 1912 au 21 avril 1912)
- Le Masque aux yeux rouges in Lectures pour tous, novembre 1920 — rééd.  Éditions Baudinière, 1933
- L'Enfant des Halles, 1921
- Le Testament du fantôme, 1 volume de 32 pages, J. Ferenczi, 1921
- Le Masque d'or (paru à Lausanne sous forme de roman-feuilleton dans "La Revue" du 26 décembre 1921 au 10 février 1922)
- Les Mystères de demain (avec Paul Féval fils), 5 volumes, Ferenczi, 1922-1924
- Une damnée de l'amour Les auteurs populaires N°30, 1923
- L’Île tombée du ciel, Ollendorf, 1923
- Deux cœurs de femmes - Les Grands romans N°38, 1926
- Les Buveurs d'océan - Grandes Aventures et Voyages Excentriques N°113, Tallandier 1926
- Les Masques de la haine, 1927
- Deux cœurs se cherchent - Les Beaux romans dramatiques N°36, 1932
- Le Village ensorcelé, Plon, coll. « Aventures » n° 28, 1933.
- La Marianne de Paris - Le Livre populaire N°308, 1934
- Au milieu des fauves - Le petit roman d'aventures N°14, 1936
- Le Secret de Midas - Le Livre populaire N°339, 1937
- Le Détective milliardaire, 1937
- La Belle au cœur aimant - Le Livre populaire nouvelle série N°13, 1938
- Le Sphinx aux yeux bleus, 1940
- Le Cœur plein de rêve, 1945
- Trois Ombres sur Paris - Marabout Science-Fiction N°555
- L'Étrange Visage
- La Vallée des rois
- La Poursuite de l'auto grise
- Les Damnées de l'amour
- Visage d'ange, cœur de démon
- L'Obus-surprise - Le Livre d'aventures nouvelle série N°30, 1953
- La Bande des masques bleus - Police secours collection éditions R. Simon,

### Roman signé Henri Jeanne
- Maman Bleue, 1924